# Косівська сільська рада (Олександрійський район)
| Косівська сільська рада — колишній орган місцевого самоврядування у Олександрійському районі Кіровоградської області з адміністративним центром у с. Косівка. Сільській раді були підпорядковані населені пункти: - с. Косівка |

## Склад ради
Рада складалася з 16 депутатів та голови.

### Керівний склад ради
| ПІБ                              | Основні відомості                                                 | Дата обрання | Дата звільнення |
| -------------------------------- | ----------------------------------------------------------------- | ------------ | --------------- |
| Родіонова Антоніна Архипівна     | Сільський голова, 1954 року народження, освіта, позапартійна      | 26.03.2006   | 31.10.2010      |
| Горіславець Костянтин Михайлович | Сільський голова, 1966 року народження, освіта вища, безпартійний | 31.10.2010   | 25.10.2015      |

Примітка: таблиця складена за даними джерела

## Населення
Згідно з переписом УРСР 1989 року чисельність наявного населення сільської ради становила 1487 осіб, з яких 674 чоловіки та 813 жінок.
За переписом населення України 2001 року в сільській раді мешкало 1378 осіб.

### Мова
Розподіл населення за рідною мовою за даними перепису 2001 року:
| Мова       | Відсоток |
| ---------- | -------- |
| українська | 93,32 %  |
| російська  | 4,35 %   |
| молдовська | 2,03 %   |
| білоруська | 0,15 %   |